# Premi e riconoscimenti di Michael Jackson
Questa è la lista che riassume i premi e le candidature ottenuti da Michael Jackson, cantautore, ballerino, compositore, produttore discografico, coreografo, filantropo e imprenditore statunitense.
Michael Jackson ha vinto centinaia di premi, che fanno di lui l'artista musicale più premiato nella storia. Tra questi figurano 39 certificazioni nel Guinness dei primati, inclusa quella di "Intrattenitore di maggior successo di tutti i tempi", 15 Grammy Awards (inclusi due Grammy alla carriera) su 38 nomination, 40 Billboard Awards, 26 American Music Award, 16 World Music Awards, 15 MTV Video Music Awards, 12 Soul Train Music Awards, 6 BRIT Awards e un Golden Globe.
Nel 1989 ai Soul Train Awards Jackson venne definito "l'unico e vero Re del Pop, Rock e Soul". Da quel momento il titolo onorifico di "Re del Pop" è diventato sinonimo stesso di Michael Jackson. È stato inoltre premiato come artista "del Decennio", "di una Generazione", "del Secolo" e "del Millennio".
Nel 1997 un sondaggio popolare lo ha decretato "uomo più famoso del pianeta", mentre nel 2006 il Guinness dei primati lo ha eletto "indubbiamente il più famoso essere umano vivente". Nel 2000, il Guinness dei primati gli ha riconosciuto il supporto di 39 diverse associazioni di beneficenza, più di qualunque altro intrattenitore.
Jackson vanta anche diversi record postumi: nel 2010 è diventato l'artista più scaricato su Internet di tutti i tempi, nel 2014 l'unico artista della storia a essere entrato nella Top 10 della Billboard Hot 100 in cinque decenni differenti, mentre nel 2016 è diventato l'artista, in vita o scomparso, con i maggiori guadagni della storia, per aver guadagnato più di 825 milioni di dollari in un solo anno. Dalla sua morte, Jackson ha dominato la classifica delle celebrità scomparse più ricche al mondo di Forbes per ben undici anni, gli ultimi otto dei quali consecutivamente, con guadagni superiori ai 2 miliardi e mezzo di dollari. Nel 2021 è diventato il primo artista della storia ad avere singoli nella Top 20 della Billboard Hot 100 in sette decenni consecutivi.
Nel 2000 il principe Alberto II di Monaco, consegnandogli il premio come Artista maschile del Millennio ai World Music Awards, presentò il cantante con queste parole:

## Premi cinematografici e televisivi
- MTV Movie Awards
  - 1194 - Migliore canzone in un film per Will You Be There

## Premi musicali

### Principali
- Grammy Award[43][44]
  - 1971 - Candidatura come miglior performance vocale di un duo o di un gruppo pop per ABC (con i Jackson 5)
  - 1975 - Candidatura come miglior performance vocale di un duo o di un gruppo R&B per Dancing Machine (con i Jackson 5)
  - 1979 - Candidatura come miglior performance vocale di un duo o di un gruppo R&B per Ease on Down the Road (con Diana Ross)
  - 1980 - Miglior interpretazione vocale R&B maschile per Don't Stop 'Til You Get Enough
  - 1980 - Candidatura come miglior registrazione disco per Don't Stop 'Til You Get Enough
  - 1981 - Candidatura come miglior performance vocale di un duo o di un gruppo R&B per Triumph (con i Jacksons)
  - 1984 - Album dell'anno per Thriller
  - 1984 - Registrazione dell'anno per Beat It
  - 1984 - Miglior interpretazione vocale pop maschile per Thriller
  - 1984 - Miglior canzone R&B per Billie Jean
  - 1984 - Miglior interpretazione vocale R&B maschile per Billie Jean
  - 1984 - Miglior registrazione per i bambini per ET l'extra terrestre (con Quincy Jones)
  - 1984 - Produttore dell'anno, non classico per Thriller (con Quincy Jones)
  - 1984 - Miglior interpretazione vocale rock maschile per Beat It
  - 1984 - Candidatura come canzone dell'anno per Beat It
  - 1984 - Candidatura come canzone dell'anno per Billie Jean
  - 1984 - Candidatura come miglior performance vocale di un duo o di un gruppo pop per The Girl Is Mine (con Paul McCartney)
  - 1984 - Candidatura come miglior canzone R&B per Wanna Be Startin 'Somethin'
  - 1985 - Miglior video musicale Long Form per Making of Michael Jackson's Thriller
  - 1985 - Candidatura come miglior performance vocale di un duo o di un gruppo R&B per Tell Me I'm Not Dreamin' (con Jermaine Jackson)
  - 1986 - Canzone dell'anno per We Are The World (con Lionel Richie)
  - 1988 - Candidatura come album dell'anno per Bad
  - 1988 - Candidatura come produttore dell'anno, non classico per Bad
  - 1988 - Candidatura come miglior interpretazione vocale pop maschile per Bad
  - 1988 - Candidatura come miglior interpretazione vocale R&B maschile per Bad
  - 1989 - Candidatura come Registrazione dell'anno per Man In The Mirror
  - 1990 - Miglior video musicale Short Form per Leave Me Alone
  - 1990 - Candidatura come miglior video musicale Long Form per Moonwalker
  - 1993 - Candidatura come miglior interpretazione vocale pop maschile per Black or White
  - 1993 - Candidatura come miglior interpretazione vocale R&B maschile per Jam
  - 1993 - Candidatura come miglior canzone R&B per Jam
  - 1993 - Grammy Legend Award conferitogli dalla sorella Janet Jackson, diventando, all'età di 34 anni, l'artista più giovane ad aver mai ricevuto il premio.[45]
  - 1996 - Candidatura come Album dell'anno per HIStory: Past, Present and Future, Book I
  - 1996 - Candidatura come miglior interpretazione vocale pop maschile per You Are Not Alone
  - 1996 - Candidatura come Miglior collaborazione vocale pop per Scream (con Janet Jackson)
  - 1996 - Miglior video musicale Short Form per Scream (con Janet Jackson)
  - 1997 - Candidatura come miglior video musicale Short Form per Earth Song
  - 2002 - Candidatura come miglior interpretazione vocale pop maschile per You Rock My World
  - 2010 - Grammy Lifetime Achievement Award[46]
  - 2011 - Candidatura come miglior interpretazione vocale pop maschile per This Is It
- American Music Award[47][48]
  - 1980 - Artista maschile preferito (Soul/R&B)
  - 1980 - Album preferito (Soul/R&B) per Off the Wall
  - 1980 - Singolo preferito (Soul/R&B) per Don't Stop 'Til You Get Enough
  - 1981 - Artista maschile preferito (Soul/R&B)
  - 1981 - Candidatura come album preferito (Pop/Rock) per Off the Wall
  - 1984 - Premio al Merito
  - 1984 - Artista maschile preferito (Pop/Rock)
  - 1984 - Artista maschile preferito (Soul/R&B)
  - 1984 - Album preferito (Pop/Rock) per Thriller
  - 1984 - Album preferito (Soul/R&B) per Thriller
  - 1984 - Singolo preferito (Pop/Rock) per Billie Jean
  - 1984 - Video preferito (Soul/R&B) per Beat It
  - 1984 - Video preferito (Pop/Rock) per Beat It
  - 1984 - Candidatura come singolo preferito (Soul/R&B) per Billie Jean
  - 1984 - Candidatura come video preferito (Soul/R&B) per Billie Jean
  - 1984 - Candidatura come video preferito (Pop/Rock) per Billie Jean
  - 1985 - Candidatura come artista maschile preferito (Soul/R&B)
  - 1985 - Candidatura come album preferito (Pop/Rock) per Thriller
  - 1985 - Candidatura come album preferito (Soul/R&B) per Thriller
  - 1986 - Premio di apprezzamento
  - 1986 - Canzone dell'anno per We Are the World (con Lionel Richie)
  - 1988 - Singolo preferito (Soul/R&B) per Bad
  - 1988 - Candidatura come artista maschile preferito (Pop/Rock)
  - 1989 - Lifetime Achievement Award - per i suoi "rari e distinti risultati nel campo musicale" e per i record conseguiti dall'album Bad.[49][50]
  - 1989 - Candidatura come artista maschile preferito (Pop/Rock)
  - 1989 - Candidatura come artista maschile preferito (Soul/R&B)
  - 1993 - Migliore Artista Internazionale[51]
  - 1993 - Album preferito (Pop/Rock) per Dangerous
  - 1993 - Singolo preferito (Soul/R&B) per Remember the Time
  - 1993 - Candidatura come album preferito (Soul/R&B) per Dangerous
  - 1993 - Candidatura come artista maschile preferito (Soul/R&B)
  - 1993 - Candidatura come artista maschile preferito (Pop/Rock)
  - 1994 - Candidatura come artista maschile preferito (Pop/Rock)
  - 1994 - Candidatura come artista maschile preferito (Soul/R&B)
  - 1996 - Artista maschile preferito (Pop/Rock)
  - 1996 - Candidatura come artista maschile preferito (Soul/R&B)
  - 1996 - Candidatura come artista preferito (Adult Contemporary)
  - 1996 - Candidatura come singolo preferito (Pop/Rock) per This Time Around (con The Notorius BIG)
  - 1996 - Candidatura come singolo preferito (Soul/R&B) per You Are Not Alone
  - 2000 - Artista del Decennio (Anni 80)[52]
  - 2002 - Artista del Secolo per "i suoi eccezionali contributi al mondo della musica negli anni 70, 80 e 90"[53][54]
  - 2009 - Artista maschile preferito (Soul/R&B)
  - 2009 - Artista maschile preferito (Pop/Rock)
  - 2009 - Album preferito (Soul/R&B) per Number Ones
  - 2009 - Album preferito (Pop/Rock) per Number Ones
  - 2009 - Candidatura come artista dell'Anno
- BRIT Award
  - 1984 - Miglior artista internazionale
  - 1984 - Miglior album internazionale per Thriller
  - 1988 - Miglior artista internazionale
  - 1989 - Miglior artista internazionale
  - 1989 - Miglior video musicale per Smooth Criminal
  - 1996 - Artista di una generazione

### Altri premi
- Billboard Music Award[55][56][57][58][59]
  - 1980 - Artista dell'anno (Black)
  - 1980 - Album dell'anno (Black) per Off the Wall
  - 1983 - Artista dell'anno
  - 1983 - Artista dell'anno (Black)
  - 1983 - Artista maschile dell'anno
  - 1983 - Miglior artista maschile (Hot 100 Singles)
  - 1983 - Miglior artista maschile (Hot R&B Singles)
  - 1983 - Miglior artista (Hot Dance Music Club Play)
  - 1983 - Album dell'anno (Pop) per Thriller
  - 1983 - Album dell'anno (Black) per Thriller
  - 1983 - Video dell'anno per Beat It
  - 1983 - Miglior LP Dance/Disco per Beat It
  - 1983 - Miglior Coreografia (Video) per Beat It
  - 1983 - Miglior performance di un artista maschile (Video) per Beat It
  - 1983 - Miglior uso per migliorare la canzone dell'artista (Video) per Beat It
  - 1983 - Miglior uso per migliorare l'immagine dell'artista (Video) per Beat It
  - 1983 - Miglior LP Dance/Disco per Billie Jean
  - 1984 - Album dell'anno (Pop) per Thriller
  - 1984 - Miglior video Long Form per Thriller
  - 1984 - Video dell'anno per Thriller
  - 1984 - Candidatura come album dell'anno (Black) per Thriller
  - 1984 - Candidatura come artista dell'anno (Black)
  - 1984 - Candidatura come artista dell'anno
  - 1988 - Artista dell'anno
  - 1988 - Artista dell'anno (Black)
  - 1988 - Miglior artista Live
  - 1988 - Billboard Spotlight Award (Most #1 singles from one album) per Bad
  - 1989 - Artista dell'anno (Black)
  - 1989 - Album dell'anno (Pop) per Bad
  - 1991 - Artista dell'anno
  - 1991 - Miglior artista maschile (Hot 100 Singles)
  - 1991 - Miglior artista maschile (Hot R&B Singles)
  - 1991 - Miglior artista (Hot Dance Music Club Play)
  - 1991 - Artista più venduto (Hot Dance Music Maxi-Single)
  - 1992 - Artista più venduto degli Anni 80
  - 1992 - Special 10th Anniversary Award (Biggest Selling Album Ever) per Thriller
  - 1992 - Album più venduto al mondo dell'anno per Dangerous
  - 1992 - Singolo più venduto al mondo dell'anno per Black or White
  - 1992 - Candidatura come Miglior Coreografia (Video) per In the Closet
  - 1992 - Candidatura come Artista R&B dell'anno
  - 1995 - Special Billboard Hot 100 Award (First Ever Debut at #1) per You Are Not Alone
  - 1995 - Video dell'anno per Scream
  - 1998 - Special Billboard Hot 100 Award (Most #1 Hits by a Male Artist)
  - 2002 - Candidatura come artista Dance dell'anno
  - 2002 - Special Billboard Hot 200 Award (Most Weeks at #1) per Thriller
  - 2010 - Album del Decennio per Invincible
  - 2014 - Candidatura come album dell'anno (R&B) per Xscape
- Billboard Japan Awards[60][61]
  - 2009 - Album soundtrack straniero dell'anno per This Is It
  - 2010 - Album soundtrack straniero dell'anno per This Is It
- Billboard Touring Awards[62][63]
  - 2012 - Creative Content Award per Michael Jackson: The Immortal World Tour by Cirque du Soleil
- Bravo Magazine
  - 1987 - Silver Otto Award
  - 1988 - Gold Otto Award
  - 1989 - Bronze Otto Award
  - 1992 - Gold Otto Award
  - 1993 - Gold Otto Award
  - 1994 - Gold Otto Award
  - 1995 - Gold Otto Award
  - 1996 - Gold Otto Award
  - 1996 - Otto Lifetime Achievement Award
  - 1996 - Miglior cantante maschile
  - 1996 - Cantante più bello
  - 1996 - Miglior album per HIStory: Past, Present and Future, Book I
  - 1996 - Miglior live per HIStory World Tour
  - 1997 - Silver Otto Award
  - 1997 - Cantante più bello
  - 1997 - Miglior album per HIStory: Past, Present and Future, Book I
  - 1997 - Miglior live per HIStory World Tour
  - 1998 - Silver Otto Award
  - 2011 - Bronze Otto Award
- Cashbox Awards
  - 1980 - Album dell'anno per Off the Wall
  - 1981 - Album dell'anno per Off the Wall
  - 1983 - Artista maschile numero uno
  - 1983 - Artista nero maschile numero uno
  - 1983 - Artista maschile numero uno (singoli)
  - 1983 - Artista nero maschile numero uno (singoli)
  - 1983 - Album pop numero uno per Thriller
  - 1983 - Album black numero uno per Thriller
  - 1983 - Singolo pop numero uno per Billie Jean
  - 1983 - Singolo black numero uno per Billie Jean
  - 1989 - "Pioniere" dei video musicali
- MTV Video Music Awards
  - 1984 - Migliori prestazioni complessive in un video per Thriller
  - 1984 - Miglior coreografia in un video per Thriller
  - 1984 - Scelta degli spettatori per Thriller
  - 1984 - Candidatura come Video dell'anno per Thriller
  - 1984 - Candidatura come Miglior video maschile per Thriller
  - 1984 - Candidatura come Miglior concetto video per Thriller
  - 1985 - Miglior video di gruppo per We Are The World
  - 1985 - Scelta degli spettatori per We Are The World
  - 1985 - Candidatura come Video dell'anno per We Are The World
  - 1988 - Video Vanguard Award
  - 1988 - Candidatura come Miglior coreografia in un video per Bad
  - 1988 - Candidatura come Miglior coreografia in un video per The Way You Make Me Feel
  - 1989 - Miglior video di tutti i tempi per Thriller
  - 1989 - Artist of the Decade Award
  - 1989 - Migliori effetti speciali in un video per Leave Me Alone
  - 1989 - Candidatura come Video dell'anno per Leave Me Alone
  - 1989 - Candidatura come Breakthrough video per Leave Me Alone
  - 1989 - Candidatura come Miglior scenografia in un video per Leave Me Alone
  - 1989 - Candidatura come Miglior Montaggio in un video per Leave Me Alone
  - 1989 - Candidatura come Scelta degli spettatori per Leave Me Alone
  - 1989 - Candidatura come Miglior video Dance per Smooth Criminal
  - 1989 - Candidatura come Miglior coreografia in un video per Smooth Criminal
  - 1989 - Candidatura come Miglior fotografia in un video per Smooth Criminal
  - 1991 - Moonman Award
  - 1992 - Candidatura come Migliori effetti speciali in un video per Black or White
  - 1992 - Candidatura come Miglior fotografia in un video per Black or White
  - 1993 - Candidatura come Miglior coreografia in un video per Jam
  - 1995 - Miglior video Dance per Scream (con Janet Jackson)
  - 1995 - Miglior coreografia in un video per Scream (con Janet Jackson)
  - 1995 - Candidatura come Miglior video R&B per Scream (con Janet Jackson)
  - 1995 - Candidatura come Video dell'anno per Scream (con Janet Jackson)
  - 1995 - Candidatura come Breakthrough video per Scream (con Janet Jackson)
  - 1995 - Candidatura come Miglior regia in un video per Scream (con Janet Jackson)
  - 1995 - Candidatura come Migliori effetti speciali in un video per Scream (con Janet Jackson)
  - 1995 - Miglior scenografia in un video per Scream (con Janet Jackson)
  - 1995 - Candidatura come Miglior montaggio in un video per Scream (con Janet Jackson)
  - 1995 - Candidatura come Miglior fotografia in un video per Scream (con Janet Jackson)
  - 1995 - Candidatura come Scelta degli spettatori per Scream (con Janet Jackson)
  - 2014 - Candidatura come Miglior coreografia in un video per Love Never Felt So Good
- MTV Europe Music Awards
  - 1995 - Miglior artista maschile dell'anno
  - 1995 - Candidatura come Miglior regia in un video per Scream
  - 1995 - Candidatura come Miglior canzone dell'anno per You Are Not Alone
  - 1997 - Candidatura come Miglior artista maschile dell'anno
  - 1997 - Candidatura come Miglior artista live
  - 1997 - Candidatura come Miglior artista R&B
- MTV Japan Awards
  - 2006 - Legend Award
- NAACP Image Awards & NARM Gift of Music Awards
  - 1970 - Miglior gruppo dell'anno ai The Jackson 5
  - 1971 - Miglior gruppo dell'anno ai The Jackson 5
  - 1972 - Miglior gruppo dell'anno ai The Jackson 5
  - 1980 - Miglior gruppo dell'anno ai The Jackson 5
  - 1980 - Miglior attore per The Wiz
  - 1981 - Miglior gruppo dell'anno ai The Jackson 5
  - 1983 - Intrattenitore del Decennio
  - 1984 - Intrattenitore dell'anno
  - 1984 - H. Claude Hodson Medal of Freedom
  - 1984 - Album più venduto per Thriller
  - 1984 - Singolo più venduto per Billie Jean
  - 1984 - Miglior Home video per Making of Michael Jackson's Thriller
  - 1988 - Intrattenitore dell'anno
  - 1988 - Leonard Carter Humanitarian Award
  - 1988 - Album più venduto per Bad
  - 1993 - Intrattenitore dell'anno
  - 1993 - Album più venduto per Dangerous
  - 1993 - Eccezionale video musicale per Black or White
  - 1995 - Harry Chapin Humanitarian Award
  - 2002 - Eccezionale video musicale per You Rock My World
  - 2002 - Eccezionale Varietà TV / Speciale per Michael Jackson: 30th Anniversary Special
  - 2002 - Eccezionale performance in una Varietà TV / Speciale per Michael Jackson: 30th Anniversary Special
- People's Choice Awards
  - 1984 - Intrattenitore dell'anno
  - 1984 - Video preferito dell'anno per Thriller
  - 1986 - Nuova canzone preferita per We Are the World
  - 1989 - Video musicale preferito per Smooth Criminal
- Popcorn Magazine
  - 1995 - Artista del Decennio
  - 1995 - Miglior cantante maschile dell'anno
  - 1997 - Cantante maschile preferito
- Rolling Stone Awards
  - 1989 - Video del Decennio per Thriller
- Smash Hits Awards
  - 1987 - Miglior cantante maschile
  - 1988 - Miglior cantante maschile
  - 1992 - Miglior cantante maschile
  - 1994 - Miglior cantante maschile
- Sony Entertainment
  - 1990 - Artista più venduto del Decennio
- Sony Music Turkey
  - 2002 - Artista estero più venduto di sempre per le sue vendite in Turchia certificate in oltre 1,7 milioni di copie. Il suo album Bad, con oltre 500 000 copie è l'album più venduto di sempre nel paese.
- Soul Train Awards
  - 1988 - Miglior artista maschile dell'anno
  - 1988 - Album R&B dell'anno
  - 1989 - 1° Annual Sammy Davis Jr./Heritage Award
  - 1989 - Heritage Award for Career Achievement
  - 1989 - Miglior canzone R&B/Urban per Man in the Mirror
  - 1989 - Miglior video R&B/Urban per Man in the Mirror
  - 1990 - Artista del Decennio 1980
  - 1993 - Umanitario dell'anno
  - 1993 - Album R&B dell'anno per Dangerous
  - 1993 - Miglior singolo per Remember the Time
  - 2009 - Intrattenitore dell'anno
  - 2014 - Candidatura come Canzone dell'anno per Love Never Felt So Good (con Justin Timberlake)
  - 2014 - Candidatura come Collaborazione dell'anno per Love Never Felt So Good (con Justin Timberlake)
  - 2014 - Candidatura come Album dell'anno per Xscape
- Vanity Fair
  - 1989 - Artista del Decennio
  - 1989 - Artista più popolare nella storia dello Show Business
- Video Software Dealer Association Awards
  - 1989 - Miglior video musicale per Moonwalker è
- World Music Awards[64]
  - 1989 - Lifetime Achievement in Video
  - 1989 - World Music Awards Hall of Fame
  - 1989 - Miglior video dell'anno per Dirty Diana
  - 1993 - Artista più venduto dell'Epoca
  - 1993 - Artista americano più venduto al mondo
  - 1993 - Artista Pop più venduto al mondo
  - 1996 - Artista R&B più venduto al mondo
  - 1996 - Artista Pop più venduto al mondo
  - 1996 - Artista americano più venduto al mondo
  - 1996 - Artista più venduto di tutti i tempi
  - 1996 - Album più venduto di tutti i tempi per Thriller
  - 2000 - Artista maschile più venduto del Millennio
  - 2001 - Artista Dance più venduto al mondo
  - 2002 - Legend Award
  - 2003 - Artista Pop più venduto al mondo
  - 2006 - Chopard Diamond Award
  - 2008 - Candidatura come Artista Pop più venduto al mondo
- American Cinema Awards
  - 1990 - Intrattenitore del Decennio
- American Society of Composers, Authors and Publishers
  - 1993 - Candidatura come Best R & B Awards per Jam
  - 1993 - Best R & B Awards per Remember the Time
  - 1993 - Best R & B Awards per In the Closet
- American Video Awards
  - 1984 - Candidatura come Miglior Video Longform per Thriller
  - 1984 - Miglior Home Video per Making of Michael Jackson's Thriller
- Apollo Theater di New York
  - 2010 - Apollo Legend Award
- Barbados Music Awards
  - 2010 - Premio Internazionale alla Carriera
- Bambi Awards
  - 2002 - Artista Pop del Millennio per essere "la più grande icona pop vivente" nonché "il cantante più venduto di tutti i tempi".
- BRE Awards
  - 1989 - Triple Crown Award, "Re del Pop, Rock e Soul"
  - 1989 - Video dell'anno per Smooth Criminal
  - Jackson ha vinto due BRE Awards, tra i quali il primo ed unico "Triple Crown Award",
- Blockbuster Entertainment Awards
  - 1996 - Artista maschile pop preferito
- Black Gold Awards
  - 1983 - Miglior cantante maschile
  - 1983 - Miglior Album per Thriller
  - 1983 - Miglior singolo dell'anno per Billie Jean
  - 1983 - Miglior Performance Video per Beat It
- BMI Urban Awards
  - 1983 - Compositore pop dell'anno
  - 1990 - Michael Jackson Achievement Award
  - 1993 - Canzoni più eseguite dell'anno per Black or White, Remember the Time
  - 2003 - Premio BMI Urban per Butterflies
  - 2008 - BMI Icon Award ai The Jacksons
- Bob Fosse Awards
  - 1997 - Video musicale con la miglior coreografia per Ghosts
- Brazilian TVZ Awards
  - 1995 - Video internazionale dell'anno per Scream
  - 1997 - Video internazionale dell'anno per Blood on the Dance Floor
- British Academy of Film and Television Arts
  - 1989 - Miglior artista maschile internazionale
- British Phonographic Industry Awards
  - 1981 - BPI Award per Off the Wall
  - 1989 - Video dell'anno per Smooth Criminal
- British TV Industry Awards
  - 1989 - Artista del Decennio
- Cable Ace Awards
  - 1988 - Miglior montaggio in uno special musicale
  - 1994 - Eccezionale performance in uno special musicale
- Canadian Black Music Awards
  - 1984 - Miglior cantante maschile
  - 1984 - Intrattenitore dell'anno
  - 1984 - Miglior album Internazionale per Thriller
  - 1984 - Miglior singolo internazionale per Billie Jean
- Canadian Music Awards
  - 1989 - Video dell'anno per Leave Me Alone
- Critic's Choice Awards
  - 1989 - Miglior video per Smooth Criminal
- Crystal Globe Awards
  - 1984 - Crystal Globe Award
- Danish Grammy Awards
  - 1996 - Miglior artista maschile internazionale
  - 1996 - Miglior album internazionale per HIStory: Past, Present and Future, Book I
- Dutch Music Factory Awards
  - 1991 - Canzone migliore degli anni ottanta per Thriller
  - 1997 - Miglior live per HIStory World Tour
  - 1997 - Miglior performer live
- Ebony Awards
  - 1984 - Uomo meglio vestito d'America
  - 1988 - American Black Achievement Award
  - 1991 - 100 più importanti personalità nere del XX secolo
- ECHO Awards
  - 1993 - Miglior artista internazionale dell'anno
  - 2015 - Candidatura come miglior artista internazionale dell'anno
- Entertainment Tonight
  - 1989 - Intrattenitore più importante del Decennio
- French Film Awards - Le Film Fantastique
  - 1996 - Miglior video per Earth Song
- Friday Night Videos
  - 1989 - Artista del decennio
  - 1989 - Artista numero uno al mondo
- Genesis Awards[65]
  - 1988 - Doris Day Music Award "per la sensibilità musicale verso gli animali" per Man in the Mirror
  - 1996 - Doris Day Music Award "per la sensibilità musicale verso gli animali" per Earth Song
- Monitor International Awards
  - 1992 - Video musicale con i migliori effetti speciali per Black or White
- Hong Kong Hit Radio Awards
  - 1996 - Miglior artista maschile internazionale
  - 1996 - Miglior canzone dell'anno per You Are Not Alone
- Kora All Africa Music Awards
  - 1999 - Lifetime Achievement Award ricevuto dal Presidente del Sudafrica, Nelson Mandela[66][67]
- Live! Magazine
  - 1997 - Leggenda dell'intrattenimento live
  - 1997 - Performer maschile più memorabile
- Mix Magazine
  - 1998 - Miglior cantante maschile straniero
  - 1998 - Miglior cantante
  - 1998 - Miglior evento live per HIStory World Tour al Parken Stadium
- MOBO Music Awards
  - 2009 - Lifetime Achievement Award
- Music Connection
  - 1990 - Uomo del Decennio
- Muz-TV Awards
  - 2010 - Premio per i contributi alla cultura pop internazionale
- National Association of Black Owned Broadcasters
  - 1992 - Lifetime Achievement Award
- NRJ Awards
  - 2002 - Miglior cantante maschile internazionale
  - 2008 - Lifetime Achievement Award
- Pop Rocky Magazine
  - 1994 - Cantante preferito dell'anno
  - 1995 - Cantante preferito dell'anno
- Pro-Set Los Angeles Music Awards
  - 1992 - Miglior cantante maschile pop per Black or White
  - 1992 - Video dell'anno
- Puls Music TV
  - 1998 - Miglior cantante internazionale maschile
  - 1998 - Miglior spettacolo del 1997 per HIStory World Tour
- RTL Television Award
  - 1993 - Loewen Ehren Award
- Sixteen and Spec Magazines Awards
  - 1970 - Miglior gruppo dell'anno ai The Jackson 5
  - 1970 - Miglior singolo dell'anno per Ill'Be There
  - 1972 - Miglior cantante
  - 1972 - Miglior singolo dell'anno per Rockin' Robin
- The Village Voice
  - 1983 - Singolo dell'anno a Billie Jean

## Premi umanitari
- AASA Awards
  - 2004 - Golden Elephant Award of the African Ambassadors' Spouses Association per i suoi "continui sforzi umanitari"
- Capital Children's Museum
  - 1990 - Humanitarian Award per le sue "innumerevoli iniziative umanitarie"
- Celebrate the Magic Foundation
  - 2002 - Magic Life Award per "aver reso migliore il mondo con i suoi contributi umanitari e il suo impegno a favore dei bambini"
- Children Uniting Nations Oscar Celebration
  - 2010 - Angel Award dalla Children Uniting Nations Charity per il suo "lavoro di aiuto ai giovani svantaggiati di tutto il mondo"
- Crenshaw Community Youth & Arts Foundation
  - 1994 - Humanitarian Award
- G & P Foundation Angel Ball
  - 2000 - Angel of Hope Award per il suo "eccezionale contributo alla lotta contro il cancro"
- Genesis Awards
  - 1988 - Doris Day Music Award "per la sensibilità musicale verso gli animali" per Man in the Mirror
  - 1996 - Doris Day Music Award "per la sensibilità musicale verso gli animali" per Earth Song
- Children's Choice Awards
  - 1994 - Caring For Kids Award - Oltre il 75% di 100.000 bambini, di età compresa tra gli 8 e i 18 anni, votarono per Jackson.[68]
- Henry Chapin Memoria
  - 1995 - Humanitarian Award dalla Harry Chapin Memorial per "il suo impegno contro la fame nel mondo"
- Bollywood Awards
  - 1999 - Outstanding Humanitarian Award ai per i suoi "eccezionali contributi umanitari".[69][70][71]
- National Urban Coalition Awards
  - 1989 - Humanitarian Award per "i suoi sforzi umanitari".
- Oneness Awards
  - 2003 - Power of Oneness Award per "i suoi contributi all'integrazione razziale".
- Operation One to One Awards
  - 1992 - Operation One to One Award
- Organisation of African Unity
  - 1974 - Premio "Per rafforzare gli afroamericani" ai The Jackson 5
- Pocono Film Festival
  - 2009 - Humanitarian Award al Pocono Film Festival
- Radio Music Awards
  - 2003 - Radio Music Award Humanitarian Award per "i suoi sforzi umanitari"
- VH1 Awards
  - 1995 - International Humanitarian Award per il suo impegno umanitario, nella stessa serata gli viene annunciato che dalle prossime edizioni VH1 ha creato un nuovo premio che porterà il suo nome e sarà assegnato agli artisti che seguiranno le orme di Michael Jackson nell'aiutare il mondo.[72][73]
- World Awards
  - 2002 - World Arts Award nel 2002
  - 2009 - Save The World Award postumo per i suoi numerosi contributi umanitari.

## Onorificenze
Come artista internazionale, Jackson ha vinto diversi premi e ricevuto diverse onorificenze, tra cui l'"Ordine Nazionale del Merito" del Gabon (fino a quel momento riservato solo ai capi di stato), mentre il 12 febbraio 1992 è stato incoronato Re del Sanwi, un piccolo regno della Costa d'Avorio con una cerimonia di incoronazione vera e propria. L'inaspettata morte di Jackson nel 2009 ha spinto il Regno di Sanwi a tenere un funerale reale di tre giorni per il loro re.
Nel 1988 la Fisk University gli ha assegnato la Laurea honoris causa in Lettere.
Nel 1998 la United Negro College Fund gli ha conferito la Laurea in Lettere Umanitarie e il premio Frederick Patterson Award.
Nel 2009 il video di Thriller è stato inserito nel National Film Registry della Biblioteca del Congresso per essere "culturalmente, storicamente o esteticamente significativo", diventando il primo e unico video musicale ad aver ricevuto questo onore e venendo definito "video musicale più famoso di tutti i tempi".

### Presidential Awards

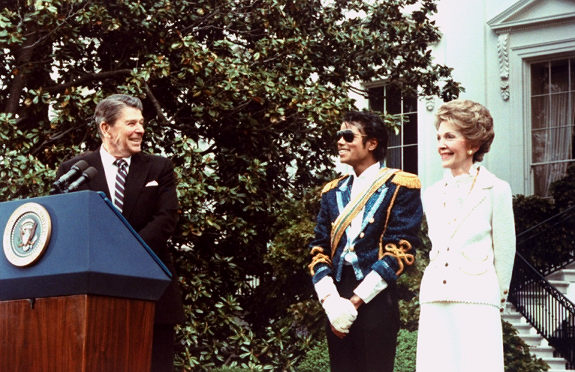
L'allora Presidente degli Stati Uniti d'America, Ronald Reagan e sua moglie Nancy, premiano Michael Jackson nel 1984 con il "Presidential Public Safety Communication Award".

Michael Jackson è stato invitato per la prima volta alla Casa Bianca il 14 maggio 1984 per ricevere il premio umanitario "Presidential Public Safety Communication Award" dall'allora Presidente degli Stati Uniti d'America, Ronald Reagan e da sua moglie, Nancy Reagan per aver permesso che la canzone "Beat It" fosse usata in un annuncio di servizio pubblico contro la guida in stato di ebbrezza.
Nel 1990 venne invitato una seconda volta, questa volta dall'allora Presidente George Bush Senior, dalle cui mani ricevette il premio come "Artista del Decennio".
Nel 1992 ricevette dallo stesso presidente il premio come "Point of Light Ambassador" in riconoscimento dei suoi sforzi nell'aiutare i bambini svantaggiati.

### United States Congress
Nel 1972 i The Jackson 5 hanno ricevuto il Premio speciale per il ruolo di modello positivo.

## Hall of Fame
È uno dei pochi artisti ad essere stato inserito per due volte nella Rock and Roll Hall of Fame: nel 1997 come frontman dei Jackson 5, e nel 2001 per la sua carriera solista, diventando il più giovane artista mai introdotto in entrambe le categorie. Nel 1989 è diventato il primo artista ad essere inserito nella World Music Awards Hall of Fame. Nel 1995 è stato inserito nella Soul Train Hall of Fame e pochi mesi dopo è stato il primo artista ad essere inserito nella BET Hall of Fame. Nel 1999 è stato inserito nella Vocal Group Hall of Fame come membro dei Jackson 5.
Nel 2002 è entrato nella Songwriters Hall of Fame per il suo contributo nel campo cantautorale. Nel 2004 è stato inserito dal voto popolare nella UK Hall of Fame, diventando uno dei membri fondatori come "artista simbolo degli anni 80". È attualmente l'unico artista proveniente dal mondo musicale ad essere inserito nel National Museum of Dance and Hall of Fame per il suo impatto nel mondo della danza. Nel 2014 è stato inserito nella Rhythm and Blues Music Hall of Fame e nel 2016 nella Soul Music Hall of Fame.
Nel 2017 è stato annunciato il suo inserimento nella Pop Music Hall of Fame, mentre nel 2021 quello nella Black Music & Entertainment Hall of Fame.
Jackson è stato inoltre inserito due volte nella Hollywood Walk of Fame, nel 1980 come membro dei Jackson 5, e nel 1984 come artista solista.

## Record stabiliti

### Guinness dei Primati
Michael Jackson detiene 36 Guinness dei primati.
- 1984 - Album più venduto di tutti i tempi (oltre 40 milioni di copie vendute nel 1984) per Thriller[99][100][101]
- 1986 - Portavoce commerciale più pagato di tutti i tempi. Jackson ha stretto un accordo di sponsorizzazione con Pepsi per un valore di 50 milioni di dollari.[102][103][104][105][106][107]
- 1988 - Serie di concerti di maggior successo per il Bad World Tour presso il Wembley Stadium[101][108]
- 1988 - Tour con gli incassi più alti di un artista solista maschile per il Bad World Tour
- 1990 - Cantante di maggior successo al mondo[109]
- 1993 - Esibizione con l'audience televisiva più grande di sempre negli Stati Uniti (133,4 milioni di telespettatori) e nel mondo (oltre 1 miliardo e 300 milioni di telespettatori) per Halftime Show Super Bowl XXVII
- 1994 - Contratto più grande nella storia della musica (890 milioni di dollari) per il contratto con Sony[100][108][110][111][112][113][114]
- 1997 - Album più venduto di un solista maschile nel Regno Unito per Thriller[115][101]
- 1999 - Fratelli di maggior successo nella storia della musica a Michael e Janet Jackson[101]
- 2000 - Persona di spettacolo che ha donato in beneficenza e ha supportato più associazioni benefiche di chiunque altro (oltre 400 milioni di dollari donati e 39 associazioni benefiche supportate ufficialmente)
- 2002 - Video musicale più lungo della storia (oltre 39 minuti di durata)
- 2002 - Famiglia musicale di maggior successo di tutti i tempi alla Famiglia Jackson[99]
- 2005 - Scultura più pagata raffigurante un artista vivente (venduta da Sotheby's per 5.616.750 dollari nel 2001) al "Michael Jackson and Bubbles"
- 2005 - Oscar più pagato (Jackson ha acquistato la statuetta dell'Oscar al Miglior Film di "Via col vento" da Sotheby's per 1.542.000 dollari nel 1999).[116][117]
- 2006 - Artista con i maggiori guadagni di tutti i tempi (per aver guadagnato, solo nel 1989, oltre 126 milioni di dollari esclusivamente dalla vendita di singoli e album).[118][119][120]
- 2006 - Primo artista ad aver guadagnato più di 100 milioni di dollari in un solo anno, ottenendo oltre 125 milioni esclusivamente dalla vendita di album e singoli.[120][121][122]
- 2006 - Primo artista ad aver venduto ufficialmente oltre 100 milioni di album al di fuori degli Stati Uniti[123][124]
- 2006 - Primo artista della storia ad entrare direttamente al primo posto delle classifiche americane (con "You Are Not Alone" nel 1995)
- 2006 - Artista più giovane arrivato al primo posto delle classifiche americane (aveva 11 anni)[101]
- 2006 - Indubbiamente il più famoso essere umano vivente[125]
- 2006 - Artista più venduto di tutti i tempi, con vendite di 750 milioni di copie nel mondo.[119][126][127][128]
- 2006 - Video musicale più costoso della storia (costato oltre 7 milioni di dollari) per Scream
- 2006 - Record di permanenza in vetta alle classifiche americane per un album non soundtrack (37 settimane) per Thriller
- 2006 - Video musicale di maggior successo di tutti i tempi (oltre 10 milioni di VHS vendute) per Thriller
- 2007 - Artista con il maggior numero di singoli in classifica nel Regno Unito in un anno (19 singoli nella Top 40 nel 2006)
- 2009 - Artista R&B con il tempo di permanenza più lungo in vetta alla classifica americana di singoli
- 2009 - Artista maschile con il maggior numero di American Music Award vinti (26 American Music Award vinti tra il 1980 e il 2009)
- 2009 - Vendita di biglietti più veloce della storia (oltre 1 milione di biglietti esauriti in tre ore) per This Is It Tour
- 2009 - Flashmob con il maggior numero di partecipanti della storia (14.000 persone a Città del Messico) sulle note di Thriller
- 2010 - Persona più cercata su Internet
- 2010 - Poster più grande (il poster raffigurante la copertina dell'album "Michael" realizzato a Middlesex misura 52,121 x 51,816 metri)
- 2011 - Periodo più lungo di singoli nella top 40 degli Stati Uniti[129]
- 2011 - Documentario musicale con il maggior incasso di tutti i tempi (ha incassato 261183588 milioni di dollari) per Michael Jackson's This Is It
- 2011 - Giacca più costosa venduta all'asta (la giacca del video è stata venduta da Julien's per 1800000 dollari) per la celebre Giacca di Thriller
- 2012 - Guanto più costoso venduto all'asta (il guanto indossato al Motown 25 è stato venduto da Julien's Auctions per 420.000 dollari) per il celebre Guanto di Michael Jackson
- 2014 - Primo artista della storia ad avere un singolo nella Top 10 di Billboard Hot 100 in cinque decenni differenti (42 anni e 6 mesi di permanenza); (sei decenni se si include anche la sua carriera nei Jackson 5)
- 2014 - Celebrità scomparsa più ricca al mondo
- 2016 - Celebrità più pagata di tutti i tempi, avendo guadagnato oltre 825 milioni di dollari in un singolo anno.[130][131][132][133][134]

### Record di classifica

#### Stati Uniti
- Primo cantante della storia ad avere un singolo alla prima posizione della Billboard Hot 100 in 4 decenni differenti.[135]
- Artista maschile col maggior numero di singoli alla prima posizione nella storia della Billboard Hot 100.[136][137][138]
- Primo artista della storia e unico artista maschile a piazzare 5 singoli alla prima posizione della Billboard Hot 100 da uno stesso album.[139][140]
- Artista maschile col più lungo lasso di tempo tra il primo e l'ultimo singolo alla prima posizione della Billboard Hot 100 (Tra "I Want You Back" e "You Are Not Alone", primo e ultimo singolo di Jackson al N.#1, c'è un arco di tempo di 25 anni e 8 mesi (gennaio 1970 - settembre 1995).[141]
- Primo e unico cantante della storia ad avere un singolo nella Billboard Hot 100 in 7 decenni differenti.
- Primo e unico artista della storia ad avere un singolo nella Top 10 della Billboard Hot 100 in 5 decenni differenti. Certificato dal Guinness Book of World Record nel 2014.[142][143]
- Secondo artista maschile col maggior numero di singoli nella Top 10 della Billboard Hot 100. Jackson ha piazzato 31 singoli nella Top 10 di Billboard. Tra gli artisti maschili è preceduto solamente da Drake.[144]
- Artista maschile col maggior numero di singoli certificati platino negli Stati Uniti.[145][146]

#### Regno Unito
- Con vendite superiori ai 27 milioni di copie dei suoi singoli, Jackson è l'artista maschile con le più alte vendite in tale formato nel Regno Unito; in termini assoluti è preceduto solamente da Madonna, con 28,3 milioni.
- Nel 2006 Jackson ha piazzato 19 singoli nella Top 40 del Regno Unito, infrangendo il precedente record del 1955 di 5 singoli.* Certificato dal Guinness Book of World Record nel 2006.[120]
- Nel luglio 2009 Jackson ha piazzato simultaneamente 36 singoli nella Top 100 del Regno Unito; 27 di essi si trovavano nella Top 75, stabilendo un secondo record.
- Primo artista della storia a piazzare 7 singoli nella Top 10 del Regno Unito da uno stesso album.
- Primo artista della storia a piazzare un minimo di 4 singoli nella Top 10 del Regno Unito da 5 album consecutivi (4 singoli in Top 10 dall'album Off the Wall, 5 singoli in Top 10 dall'album Thriller, 7 singoli in Top 10 dall'album Bad, 7 singoli in Top 10 dall'album Dangerous, 6 singoli in Top 5 dall'album HIStory)

#### Europa
- Primo e unico artista della storia a piazzare simultaneamente 8 album nelle prime 8 posizioni della European Albums Chart.[147][148]
- Artista maschile col maggior numero di singoli alla prima posizione nella storia della European Hot 100.[149]
- Artista maschile col maggior numero di album e singoli contemporaneamente alla prima posizione della European Hot 100.[149].